# Eucnemesaurus entaxonis
Eucnemesaurus entaxonis es una especie del género extinto dinosaurio prosaurópodo riojasáurido, que vivió a finales del período Triásico, hace aproximadamente 225 y 210 millones de años, en el Carniense, en lo que hoy es África.  Presumiblemente Eucnemesaurus entaxonis tuvo la construcción típica de un Prosauropoda, un cuello y una cola largos pero caminando en dos patas. Esto último se hace un tanto incierto por el tamaño del animal: los restos indican una longitud corporal de unos 10 a 11 metros y el peso se estima en 1,50 a 2 toneladas. Considerado generalmente como un sinónimo de Euskelosaurus. El estudio reciente de Yates, sin embargo, indica que es válido y el mismo animal que el supuesto gigante herrerasáurido, Aliwalia, que se pensaba que representaba el dinosaurio carnívoro más grande conocido del Triásico, era una quimera que consistía en un fémur de Eucnemesaurus y la mandíbula de un Crurotarsi indeterminado. Eucnemesaurus fue nombrado en 1920 por Egbert Cornelis Nicolaas van Hoepen. Es la segunda especie conocida del género. Eucnemesaurus entaxonis fue nombrada por McPhee et al en 2015. La designación de la especie se refiere a la entaxonía, el fenómeno de que los dedos internos están más desarrollados que los externos. Esta especie difiere de E. fortis en las adaptaciones en el eje del fémur y en la parte inferior de la banda de la espinilla a una función de apoyo de la pata trasera. Van Hoepen asignó la especie a Plateosauridae.  Friedrich von Huene lo incluyó en Melanorosauridae en 1941. Un análisis cladístico de Adam Yates en 2006 concluye que Eucnemesaurus estaba estrechamente relacionado con Riojasaurus. Para incluir ambos géneros, Yates creó un nuevo grupo, Riojasauridae. Los Riojasauridae estaban más estrechamente relacionados con los saurópodos que con los Plateosauridae, pero más basales que los Massospondylidae cosa que se confirmó en 2015.